# ちくま学芸文庫
ちくま学芸文庫（ちくまがくげいぶんこ）は、筑摩書房による学術部門の文庫判レーベルである。

## 概要
1992年6月にちくま文庫から独立する形で、白カバー装丁で創刊。創刊時のラインナップは、大岡昇平『小説家夏目漱石』（読売文学賞受賞作）、吉本隆明『源氏物語論』、蓮實重彦『監督 小津安二郎』、岩井克人『ヴェニスの商人の資本論』、上野千鶴子『＜私＞探しゲーム』、竹田青嗣『現代思想の冒険』、田中優子『江戸の想像力─18世紀のメディアと表徴』、浅田彰『ヘルメスの音楽』、C・G・ユング『変容の象徴─精神分裂病の前駆症状（上・下）』の10点だった。以後おおむね毎月4冊での刊行。
多様な分野の人文学術書を入門書から扱い、書き下ろし刊行で古典・専門書の新訳も行っており、総合的な研究を公刊してきた。講談社学術文庫や中公文庫で版元品切れにより改訂再刊した書目もある。
東西の古典・名著の再刊・翻訳を軸にしていた「筑摩叢書」の刊行理念を継承し多くを改訂再刊した。
『ミメーシス〈上・下〉』、内藤湖南『先哲の学問』、小川環樹  編訳『宋詩選』などがある。ちくま文庫で刊行し品切後、この文庫に移して新版再刊された書目もある（西郷信綱『梁塵秘抄』、吉川幸次郎『漢文の話』、『プルタルコス英雄伝 （全3巻）』など）。ただし性格上、定価は高く、初版のみ刊行し2-3年で品切となった書目も数多い（内藤湖南『支那絵画史』、ジョージ・サンソム『西欧世界と日本』など）。
中国正史（二十四史）では『史記』だけでなく、『漢書』、『三国志』の完訳や、仏典や諸子百家などの東洋哲学系の古典新訳も数多く刊行している。 
江戸から明治期の史料文献の大著では、『新訂 江戸名所図会 （全6巻）』、『都名所図会 （全5巻）』、『明治事物起源 （全8巻）』、大槻文彦『言海』（復刻版）。昭和史では、清沢洌『暗黒日記 （全3巻）』などがある。
20世紀の西洋思想では、ヴァルター・ベンヤミン、ミッシェル・フーコー、ロラン・バルト、エマニュエル・レヴィナス、ジル・ドゥルーズなどの20世紀クラシックスも多く、現代思想の原典にあたれる。他にも様々な哲学者・思想家を刊行し、ルネ・デカルトなど古典哲学系も多く刊行している。
2005年12月より、自然科学と工学分野を〈Math & Scienceシリーズ〉として刊行を始めた。同シリーズ背表紙は青色で統一され、現在も同文庫のみで定期的に、自然科学分野・特に数学分野の書籍を出版している。
2019年前後から、版元として初刊を世に出した高校生・大学生用の教科書・参考書のうち、のちに絶版したものを相次いで復刊している。放送大学教育振興会で発行された放送大学教材で、絶版後に文庫再刊された書目に、『古代地中海世界の歴史』、『朱子学と陽明学』、『西洋古典学』、『イメージの歴史』などがある。

### 注
1. ↑  一例として、1997–1998年度科学研究費助成事業「『日本霊異記』の総合的研究」（東京大学多田一臣代表・国文学）の成果により、この文庫版で刊行[3][4]。筑摩書房の『日本霊異記』は単行本して倉野憲司が編んだ解説付き全訳（〈古典日本文学全集〉第1巻1969年・昭和35年）、また中村恭子による『霊異の世界・日本霊異記〈景戒〉』（〈日本の仏教2〉1967年・昭和42年）がある。
2. ↑  加藤敏は「教育講演 シモーヌ・ヴェイユにおける摂食障碍と博愛思想--摂食障碍理解への一寄与」に『ヴァン ゴッホ』[10]を引用している[11]。
3. ↑  鈴木祥井、石川富士郎、大野粛英は「日本の矯正歯科学の歴史(III)」に『暗黒日記2』[12][13]を引用した[14]。
4. ↑  筑摩書房は吉川幸次郎『漢文の話』を筑摩書房〈グリーンベルト・シリーズ[30], 6〉として1962年に発刊[31]。その後、『漢文の話 : 独学者のための文体論』〈筑摩教養選, 1〉を補い（1971年[32]）、1986年に『漢文の話』をちくま文庫で改版刊行[33]。2006年にちくま学芸文庫, ヨ3-4[34]〉で再刊。『漢文の話』は、底本を1968年刊『吉川幸次郎全集第2巻[35]』としている[36]。
5. ↑  以下の既刊は〈Math & science〉シリーズ内で「技術」系に分類される。『ニーダム・コレクション』[42]、『コンピュータ・パースペクティブ : 計算機創造の軌跡』[43]、『工学の歴史 : 機械工学を中心に』[44]、『飛行機物語 : 航空技術の歴史』[45]、『永久運動の夢』[46]、『電気にかけた生涯 : ギルバートからマクスウェルまで』[47]。
6. ↑  久保正彰『西洋古典学 : 叙事詩から演劇詩へ』放送大学教育振興会〈放送大学教材, 55403-1-8811〉1988年、日本放送出版協会（発売）[51]。同名の文庫版は、筑摩書房〈ちくま学芸文庫, ク-29-1〉2018年[52]。底本は『西洋古典学』（1988年放送大学教育振興会刊[53]）。
7. ↑  若桑みどり『イメージの歴史』放送大学教育振興会〈放送大学教材, 87521-1-0011〉2000年[54]。同名の文庫版は筑摩書房〈ちくま学芸文庫, ワ4-4〉、2012年[55]。底本は、2000年放送大学教育振興会の版[56]。